# Polyporus udus
Polyporus udus är en svampart som beskrevs av Jungh. 1840. Polyporus udus ingår i släktet Polyporus och familjen Polyporaceae.   Inga underarter finns listade i Catalogue of Life.